# Réserve indienne de Warm Springs
La réserve indienne de Warm Springs est une réserve indienne qui s'étend sur 2 640,2 km2 au centre nord de l'Oregon, aux États-Unis. La confédération est composée de trois tribus : les Wasco, les Warm Springs et les Païutes. Depuis 1938, elles se sont rassemblées et portent le nom de Tribus confédérées de Warm Springs. La réserve a été créée en 1855 par traité.
Le film Tonka, cheval sauvage (1958) de Walt Disney Pictures a été tourné dans la réserve et de nombreux indiens ont servi de figurants.

## Création
La réserve a été créée en 1855 par un traité qui en a défini les frontières comme suit:
« Partant du milieu du lit de la rivière Deschutes située en face de l'extrémité est d'une rangée de terres élevées généralement connues sous le nom de « Mutton Mountains »; elle s'étend vers l'ouest jusqu'au sommet de ladite rangée, longeant la fracture pour rejoindre la Chaîne des Cascades; allant jusqu'au sommet de cette dernière; puis s'étend vers le sud, atteignant le Mont Jefferson, de là, elle descend la branche principale de la rivière Deschutes, continuant dans ce pic, jusqu'à sa jonction avec la rivière Deschutes, et descend ensuite le lit de ladite rivière pour rejoindre le point de départ. »
Les Warm Springs et les Wasco renoncèrent à leurs droits de propriété concernant les 40 000 km2 de terre qu'ils avaient occupé pendant plus de 10 000 ans, en échange de soins de santé de base, d'éducation et d'autres formes d'assistance telles que celles définies par le traité signé avec les tribus de l'Orégon du centre le 25 juin 1855.
D'autres clauses du traité de 1855 garantissaient aux membres des tribus le maintien de leurs droits de chasse et de pêche dans la "Zone Naturelle et coutumière" qu'ils avaient quittée. Ces droits de chasse et de pêche figurant dans le traité sont des droits qui ont été conservés par les tribus et qui ne sont pas des "droits spéciaux " accordés par le gouvernement américain.
En 1789, le gouvernement américain déplaça un petit groupe de Païutes dans la réserve en dépit de l'histoire conflictuelle de cette tribu avec les tribus du Columbia.

## Géographie

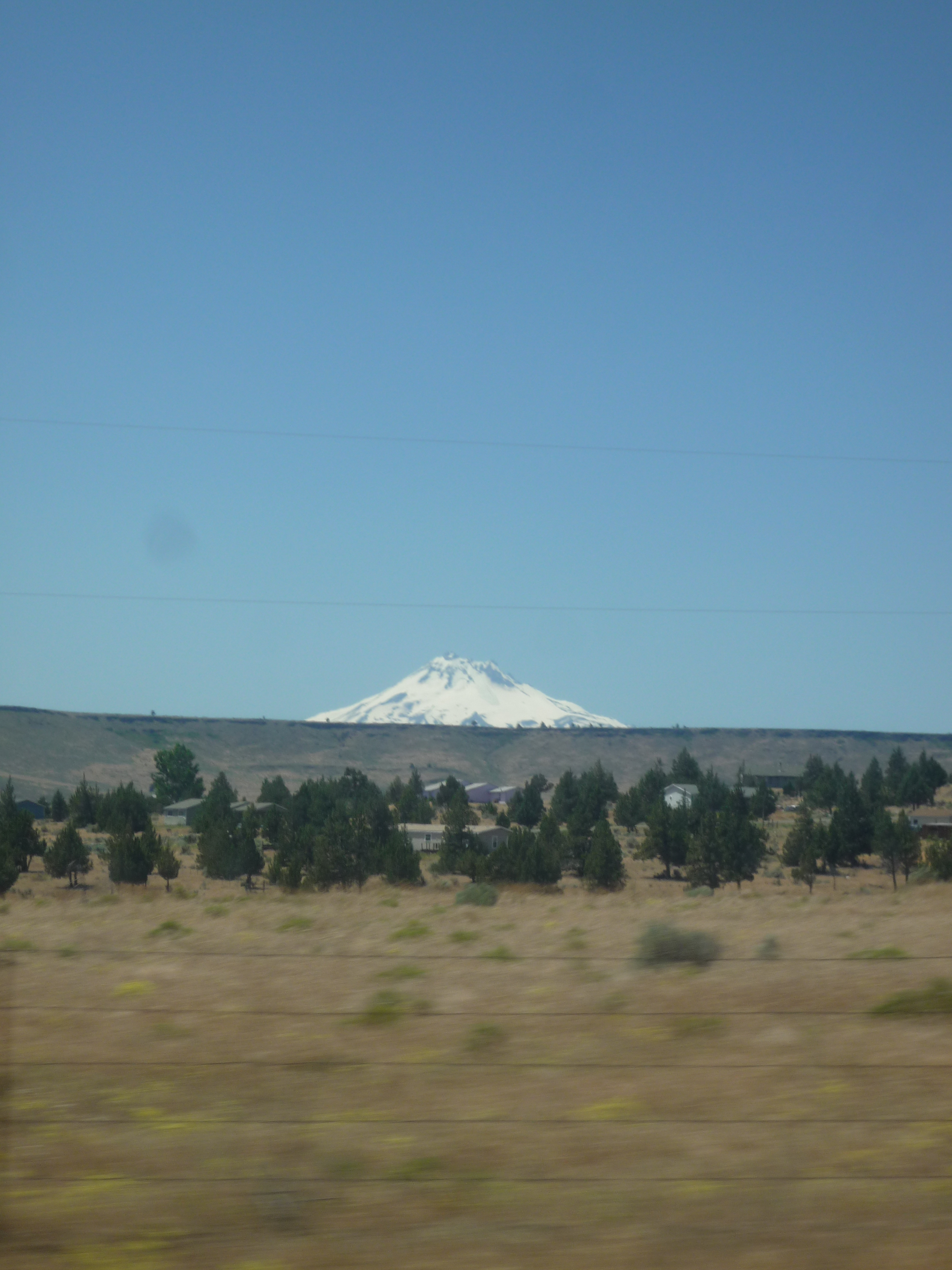
Le désert dans la Réserve indienne des Warm Springs avec au fond le Mont Jefferson.

La réserve se trouve principalement dans certaines zones du comté de Wasco et du comté de Jefferson, mais il existe des sections moins conséquentes dans six autres comtés; ce sont, en ordre décroissant en termes de superficie, les comtés de Clackamas, Marion, Gilliam, Sherman, Linn et celui de Hood River. (La portion de terre relative à ce dernier comté est composée de sections de fiducies foncières minuscules et non contiguës, situées hors réserve dans le coin nord-est du comté).
La réserve s'étend sur 170 km au sud de Portland, plus de la moitié de sa superficie est couverte de forêts. Sa superficie est de 1 408 km2. Lors du recensement de 2000, sa population totale était de 3 314 habitants.

## Démographie
Il n'existe qu'un seul centre important de population au sein de la réserve, c'est la communauté de Warm Springs (également connu sous le nom de Warm Springs Agency) qui comprend plus de 73 % de la population vivant dans la réserve.

## Culture

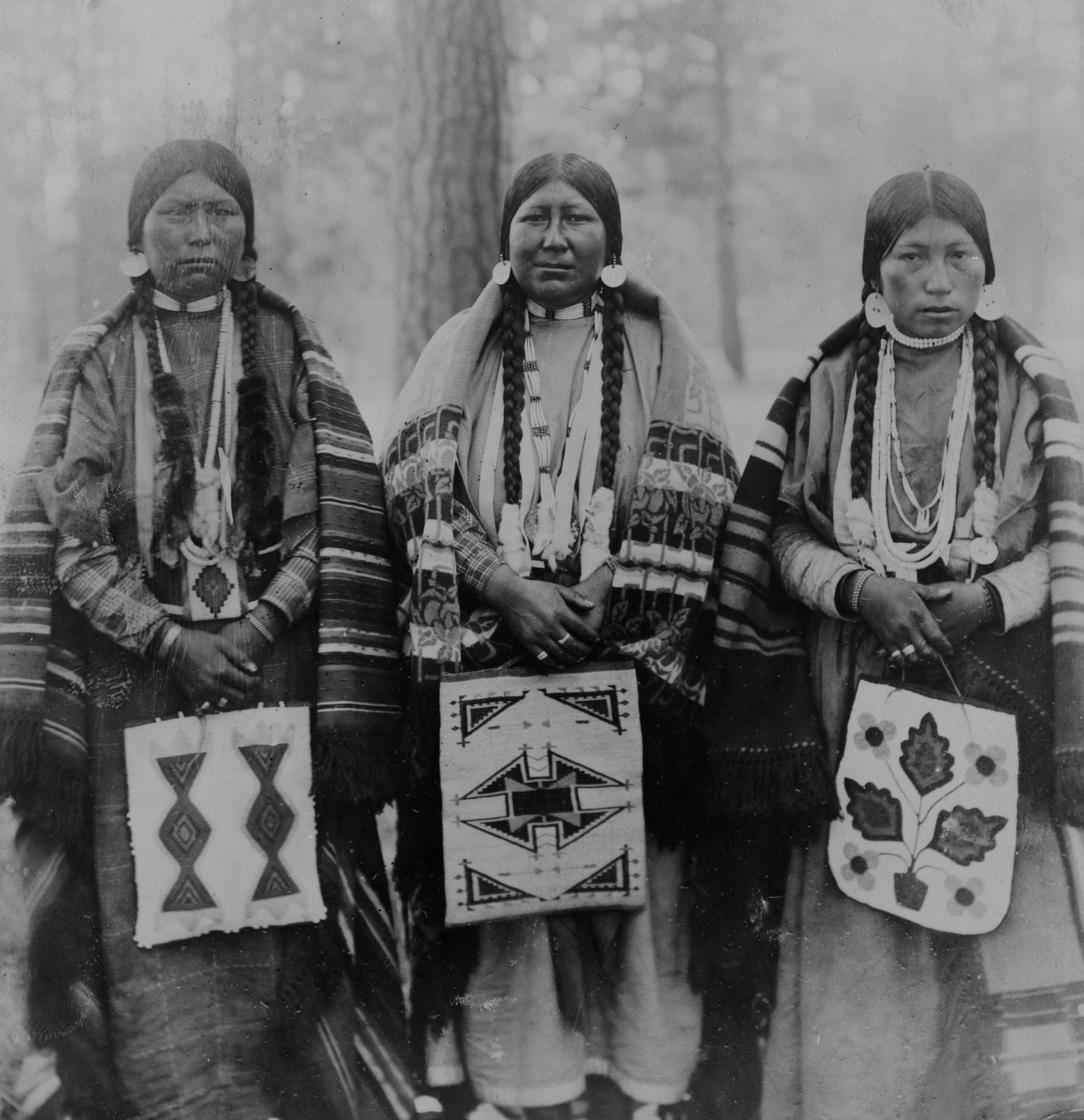
Trois femmes photographiées dans la réserve en 1902

Tout comme la Grand Ronde Agency (en) située dans l'ouest de l'Oregon, la Réserve de Warm Springs est l'un des derniers bastions aux États-Unis où l'on parle le Chinook en raison de son utilité en tant que langue intertribale. Les formes du jargon utilisées par les aînés vivant à Warm Springs varient considérablement de la forme fortement créolisée de Grand Ronde.

## Économie
En 1964, la première partie du Kah-Nee-Ta fut achevée et devint Kah-nee-ta Village, un complexe d'hébergement composé de motels, de petites maisons et de tipis.
En 2003, l'effectif tribal vivant dans la réserve dépassait les 4 200 personnes. La plus grande source de revenus des tribus résultent de projets liés à l'énergie hydroélectrique (Warm Springs Power Enterprises) sur la rivière Deschutes. Les tribus gèrent également des industries relatives aux produits forestiers, les « Warm Springs Forest Products Industries ».
De nombreux membres issus des tribus se livrent dans le fleuve du Columbia à des activités commerciales, vitales ou rituelles liées à la pêche au saumon, à la truite arc-en-ciel, et à l'esturgeon blanc. Afin de pouvoir survivre, ils pêchent également le saumon et la truite arc-en-ciel dans la rivière Deschutes, principalement à l'endroit où coulent les chutes de Sherars. Ils récoltent aussi la lamproie du Pacifique dans les chutes de Sherars et dans les chutes de Willamette (en). Les droits de pêche de la tribu sont protégés par un traité et réaffirmés lors de cas judiciaires tels que Sohappy contre Smith (en) entre les États-Unis et l'Oregon.

### L'Indian Head Casino
L'Indian Head Casino, situé sur la U.S. Route 26, s'est ouvert en février 2012. Il possède 1 700 m2 d'espaces de jeux avec 500 machines à sous et 8 tables de blackjack. Les tribus attendent du casino qu'il rapporte entre 9 et 12 millions de dollars par an.
Auparavant, le casino était situé à Kah-Nee-Ta, mais il ne possédait que 300 machines à sous et ne gagnait que 2 à 4 millions de dollars par an. Le nouveau site a été conçu dans le but d'être plus accessible aux voyageurs, mais les tribus le considèrent comme temporaire jusqu'à ce que leur projet de construction d'un casino, le Columbia River Gorge, voie le jour.

## Source
- (en) Cet article est partiellement ou en totalité issu de l’article de Wikipédia en anglais intitulé « Warm Springs Indian Reservation » (voir la liste des auteurs).